# السفارة البابوية في لبنان
السفارة البابوية في لبنان هو منصب دبلوماسي للكنيسة الكاثوليكية، يمثل القاصد الرسولي الذي يمثل البابا فرانسيس في لبنان، كان السفير البابوي هو رئيس الأساقفة غابرييل كاسيا الذي تم تعيينه في 16 يوليو 2009، قبل أن ينقل إلى الفلبين في 12 سبتمبر 2017.

## السفراء إلى لبنان
- جوزيبي بلترامي (4 أكتوبر 1950 – 31 يناير 1959)
- باولو بيرتولي (15 أبريل 1959 – 16 أبريل 1960)
- إيجانو ريجي لامبرتيني (9 يوليو 1960 – 9 ديسمبر 1963)
- غيتانو أليبراندي (9 ديسمبر 1963 – 19 أبريل 1969)
- ألفريدو برونيرا (23 أبريل 1969 – 6 نوفمبر 1978)
- كارلو فورنو (25 نوفمبر 1978 – 21 أغسطس 1982)
- لوسيانو أنجيلوني (21 أغسطس 1982 – 31 يوليو 1989)
- بابلو بوينتي بوسيس (31 يوليو 1989 – 31 يوليو 1997)
- أنطونيو ماريا فيجليتش (2 أكتوبر 1997 – 11 أبريل 2001)
- لويجي غاتي (28 يونيو 2001 – 16 يوليو 2009)
- غابرييل جيوردانو كاشيا (16 يوليو 2009 – 12 سبتمبر 2017)
- جوزيف سبيتيري (7 مارس 2018 – حتى الآن)